# Monneren
Monneren est une commune française située dans le département de la Moselle, en région Grand Est.

## Géographie

### Accès
Monneren est desservi par la ligne de bus TIM 107 Thionville - Waldweistroff du conseil départemental de la Moselle avec 3 allers/retours et par  la ligne 176 Monneren - Metz du conseil départemental de la Moselle avec 1 aller/retour.

### Hydrographie
La commune est située dans le bassin versant du Rhin au sein du bassin Rhin-Meuse. Elle est drainée par le ruisseau l'Anzelingerbach et le ruisseau de Sillerey.
Le ruisseau l'Anzelingerbach, d'une longueur totale de 14,8 km, prend sa source dans la commune  et se jette  dans la Nied à Anzeling, face à la commune de Holling, après avoir traversé six communes.

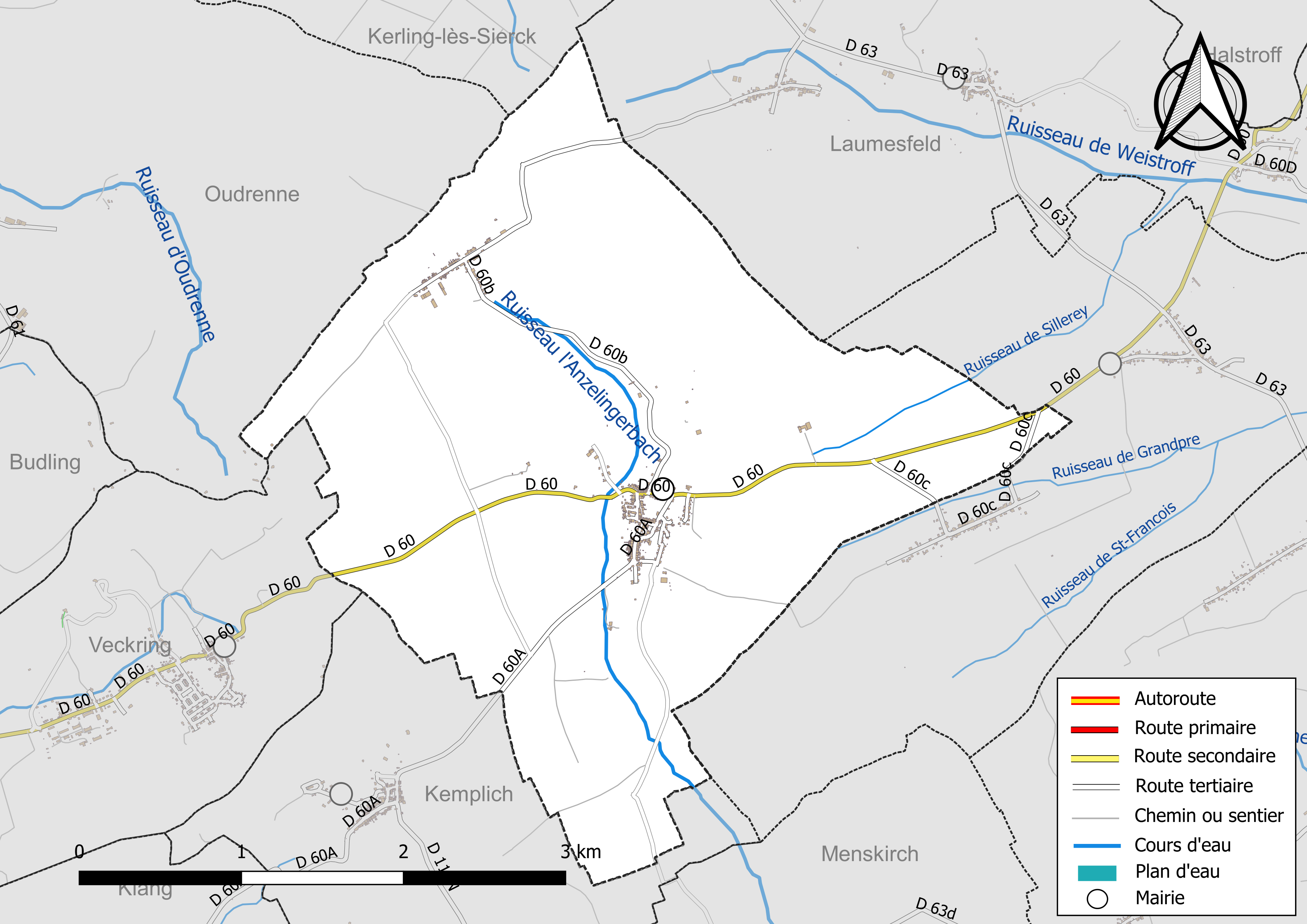
Réseaux hydrographique et routier de Monneren.

La qualité des eaux des principaux cours d’eau de la commune, notamment du ruisseau l'Anzelingerbach, peut être consultée sur un site spécial géré par les agences de l’eau et l’Agence française pour la biodiversité.

### Climat
Pour des articles plus généraux, voir Climat du Grand Est et Climat de la Moselle.
En 2010, le climat de la commune est de type climat des marges montargnardes, selon une étude du Centre national de la recherche scientifique s'appuyant sur une série de données couvrant la période 1971-2000. En 2020, Météo-France publie une typologie des climats de la France métropolitaine dans laquelle la commune est exposée à un climat semi-continental et est dans la région climatique  Lorraine, plateau de Langres, Morvan, caractérisée par un hiver rude (1,5 °C), des vents modérés et des brouillards fréquents en automne et hiver. 
Pour la période 1971-2000, la température annuelle moyenne est de 9,5 °C, avec une amplitude thermique annuelle de 16,8 °C. Le cumul annuel moyen de précipitations est de 845 mm, avec 12,5 jours de précipitations en janvier et 9,2 jours en juillet. Pour la période 1991-2020, la température moyenne annuelle observée sur la station météorologique de Météo-France la plus proche, « Malancourt », sur la commune d'Amnéville à 22 km à vol d'oiseau, est de 10,2 °C et le cumul annuel moyen de précipitations est de 884,1 mm. 
La température maximale relevée sur cette station est de 39,3 °C, atteinte le 25 juillet 2019 ; la température minimale est de −17,9 °C, atteinte le 5 janvier 1985,,. 
Les paramètres climatiques de la commune ont été estimés pour le milieu du siècle (2041-2070) selon différents scénarios d'émission de gaz à effet de serre à partir des nouvelles projections climatiques de référence DRIAS-2020. Ils sont consultables sur un site spécial publié par Météo-France en novembre 2022.

## Urbanisme

### Communes limitrophes
| Oudrenne | Kerling-lès-Sierck | Laumesfeld             |
| Veckring | Monneren           |                        |
| Kemplich |                    | Saint-François-Lacroix |

### Typologie
Au 1er janvier 2024, Monneren est catégorisée commune rurale à habitat dispersé, selon la nouvelle grille communale de densité à sept niveaux définie par l'Insee en 2022.
Elle est située hors unité urbaine et hors attraction des villes,.

### Occupation des sols
L'occupation des sols de la commune, telle qu'elle ressort de la base de données européenne d’occupation biophysique des sols Corine Land Cover (CLC), est marquée par l'importance des territoires agricoles (90,6 % en 2018), une proportion sensiblement équivalente à celle de 1990 (91,1 %). La répartition détaillée en 2018 est la suivante : 
terres arables (46,8 %), prairies (43,4 %), forêts (6,6 %), zones urbanisées (2,8 %), zones agricoles hétérogènes (0,4 %). L'évolution de l’occupation des sols de la commune et de ses infrastructures peut être observée sur les différentes représentations cartographiques du territoire : la carte de Cassini (XVIIIe siècle), la carte d'état-major (1820-1866) et les cartes ou photos aériennes de l'IGN pour la période actuelle (1950 à aujourd'hui).

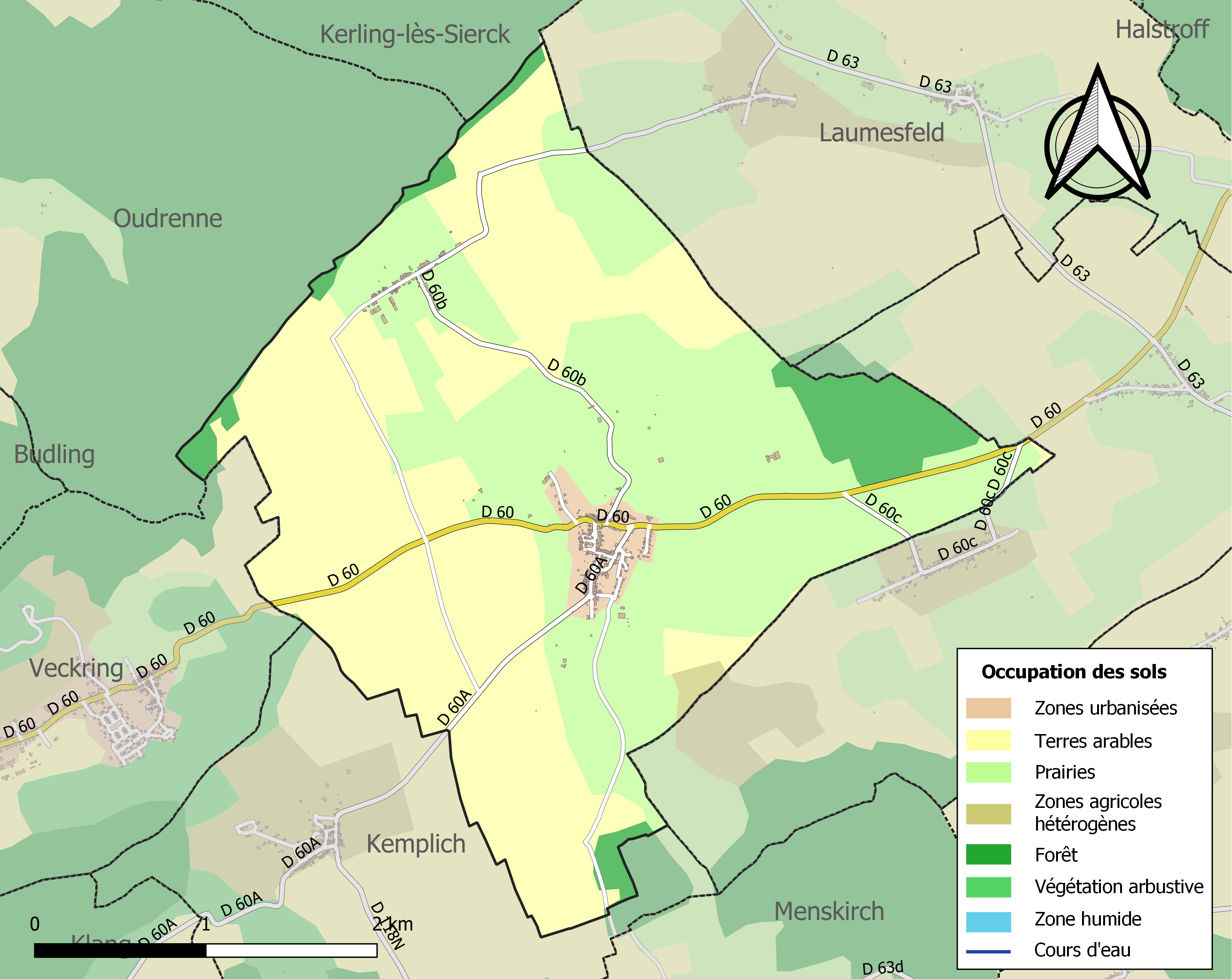
Carte des infrastructures et de l'occupation des sols de la commune en 2018 (CLC).

## Toponymie
- Mondler (1594), Moneren (1692), Monderen (1749), Monneren (1793)[14].
- en francique lorrain : Monner[15] (Monnɐ).

## Histoire
- Très ancien site sur la voie romaine de Metz à Trèves.
- Vers 560, un exceptionnel trésor[16] monétaire de 42 pièces d'or (2 solidi et 40 tremissis) est enterré à Monneren. Il est découvert en 1938, et perdu lors de l'accident d'avion qui tua le numismate suisse Hans Nussbaum en 1939 près de Senlis.
- Sainte-Marguerite, annexe de Monneren, fut bâti en 1612-1624 sur ordre de Henri II de Lorraine, duc de Lorraine.
- Village de la prévôté de Sierck (1594), puis de la seigneurie de Bouzonville (1681).
- Devint français en 1661 (traité de Vincennes), dépendait à partir de cette date de la province des Trois-Évêchés sous la coutume de lorraine.
- Le village est en partie le berceau de la famille de l'écrivain Français Georges Bernanos.

## Économie
- Polyculture et bovins.

## Politique et administration
| Période                                  | Période      | Identité          | Étiquette | Qualité |
| ---------------------------------------- | ------------ | ----------------- | --------- | ------- |
|                                          |              | Alphonse Schilles |           |         |
| mars 1977                                | mars 1995    | Marcel Beitz      |           |         |
| mars 1995                                | mars 2008    | Marcel Mansion    | UMP       |         |
| mars 2008                                | juillet 2020 | Christian Sondag  |           |         |
| juillet 2020                             | En cours     | Paul Schneider    |           |         |
| Les données manquantes sont à compléter. |              |                   |           |         |

## Démographie
L'évolution du nombre d'habitants est connue à travers les recensements de la population effectués dans la commune depuis 1793. Pour les communes de moins de 10 000 habitants, une enquête de recensement portant sur toute la population est réalisée tous les cinq ans, les populations de référence des années intermédiaires étant quant à elles estimées par interpolation ou extrapolation. Pour la commune, le premier recensement exhaustif entrant dans le cadre du nouveau dispositif a été réalisé en 2006.

En 2022, la commune comptait 401 habitants, en évolution de −5,2 % par rapport à 2016 (Moselle : +0,52 %, France hors Mayotte : +2,11 %).
| 1793 | 1800 | 1806 | 1821 | 1836 | 1841 | 1861 | 1866 | 1871 |
| ---- | ---- | ---- | ---- | ---- | ---- | ---- | ---- | ---- |
| 350  | 316  | 412  | 711  | 662  | 662  | 627  | 623  | 589  |

| 1875 | 1880 | 1885 | 1890 | 1895 | 1900 | 1905 | 1910 | 1921 |
| ---- | ---- | ---- | ---- | ---- | ---- | ---- | ---- | ---- |
| 592  | 536  | 530  | 537  | 537  | 511  | 486  | 484  | 479  |

| 1926 | 1931 | 1936 | 1946 | 1954 | 1962 | 1968 | 1975 | 1982 |
| ---- | ---- | ---- | ---- | ---- | ---- | ---- | ---- | ---- |
| 463  | 518  | 474  | 331  | 306  | 321  | 329  | 302  | 278  |

| 1990 | 1999 | 2006 | 2011 | 2016 | 2021 | 2022 | - | - |
| ---- | ---- | ---- | ---- | ---- | ---- | ---- | - | - |
| 309  | 273  | 394  | 382  | 423  | 404  | 401  | - | - |

## Culture locale et patrimoine

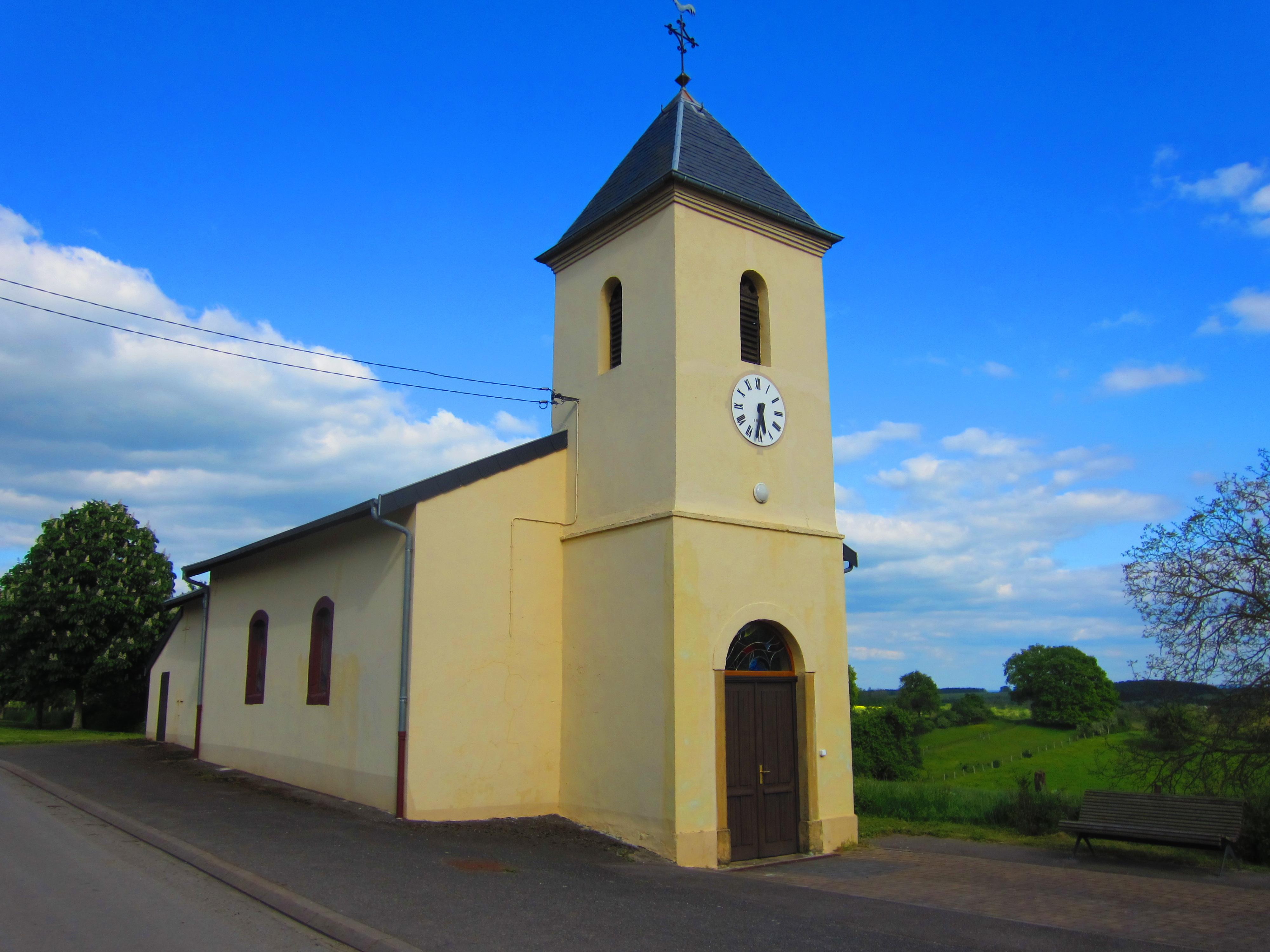
Chapelle Sainte-Marguerite à Sainte-Marguerite.

### Vie locale
- Fête des Bucherons : dernier dimanche de juillet, concours de bucheronnage et élection de miss bucheronne, organisé par l'association "DynaMonneren, pour un village dynamique".
- Fête patronale : 24 aout ou le dimanche suivant.

### Lieux et monuments
- Passage d'une voie romaine.
- Église paroissiale Saint-Barthélemy à Monneren, construite en 1730 dont il subsiste le chœur et la porte intérieure de la nef ; transformée en 1856 avec la reconstruction de la nef et de la tour clocher ; autel du XVIIIe siècle.
- Chapelle Sainte-Marguerite à Sainte-Marguerite, érigée en 1754 sans doute pour Jean Théodore Demarce (sans qu'il soit précisé s'il s'agit du curé fondateur ou du donateur). Date et nom portés sur la porte intérieur de la nef.

### Héraldique
| Blason de Monneren | Blason  | Ecartelé au 1 d'azur au lion couronné d'argent, au 2 de gueules à un alérion d'argent, au 3 de gueules à une fasce échiquetée d'azur et d'argent de deux tires, et au 4 d'argent à la serre d'aigle de sable posée en barre. |
| Blason de Monneren | Détails | Le statut officiel du blason reste à déterminer. |